# Vittersjön
Vittersjön är en sjö i Gävle kommun och Ockelbo kommun i Gästrikland och ingår i Hamrångeåns huvudavrinningsområde. Sjön är 6,5 meter djup, har en yta på 2,86 kvadratkilometer och befinner sig 73 meter över havet. Sjön avvattnas av vattendraget Murån. Vittersjön drabbades hårt av radioaktivt nedfall vid Tjernobylhaveriet 1986.

## Delavrinningsområde
Vittersjön ingår i det delavrinningsområde (674947-156009) som SMHI kallar för Utloppet av Vittersjön. Medelhöjden är 82 meter över havet och ytan är 21,46 kvadratkilometer. Det finns inga avrinningsområden uppströms utan avrinningsområdet är högsta punkten. Murån som avvattnar avrinningsområdet har biflödesordning 2, vilket innebär att vattnet flödar genom totalt 2 vattendrag innan det når havet efter 29 kilometer. Avrinningsområdet består mestadels av skog (75 procent). Avrinningsområdet har 2,94 kvadratkilometer vattenytor vilket ger det en sjöprocent på 13,7 procent.

## Fisk
Vid provfiske har följande fisk fångats i sjön:
- Abborre
- Braxen
- Gärs
- Gädda
- Löja
- Mört